# Eovolutinae
De Eovolutinae zijn een onderfamilie van uitgestorven weekdieren uit de klasse van de Gastropoda (slakken).

## Geslachten
- Eovoluta Pacaud, 2016 †
- Lapparia Conrad, 1855 †
- Mitreola Swainson, 1833 †